# Ghinolfo Dattari
Ghinolfo Dattari (ur. ok. 1535 w Bolonii, zmarł w maju 1617 tamże) – włoski śpiewak i kompozytor.
Od lutego 1555 był zatrudniony jako śpiewak w bazylice św. Petroniusza w Bolonii.
W czerwcu 1597, po śmierci Andrei Roty, został mianowany chórmistrzem. Po dwóch latach, w styczniu 1599, powrócił na stanowisko wokalisty i pozostał na nim aż do śmierci.
Przetrwały niektóre jego polifoniczne utwory taneczne w stylu ludowym (villanelle).

## Nagrania
- Ghinolfo Dattari Villanelle, YouTube